# Luis Armando Córdova Díaz
Luis Armando Córdova Díaz (Jalisco, 30 de diciembre de 1968-Zapopan, Jalisco, 13 de mayo de 2025) fue un político mexicano, miembro del Partido Revolucionario Institucional (PRI). Fue diputado federal de 2012 a 2015.

## Biografía
Era licenciado y maestro en Derecho egresado de la Universidad de Guadalajara (UdeG); tenía estudios de diplomados en Derecho Penal, en Derecho Laboral, y en Derecho Civil, todos por el Centro de Educación Continua y Abierta (CEDUCA) de la UdeG; así como un curso para Actuarios en el Departamento de Educación de la Procuraduría General de Justicia de Jalisco, y un curso de Reformas al Código Procesal Civil de Jalisco.
De 1986 a 1990 fue auxiliar administrativo de la Dirección Intermunicipal de Seguridad Pública Metropolitana de Jalisco, de 1990 a 1991 ejecutor fiscal e interventor de espectáculos de la Secretaría de Finanzas del estado, en 1991 actuario de la Procuraduría General de Justicia, y de 1992 a 1994 subjefe de departamento en el ayuntamiento de Zapopan.
De 1993 a 1996 fue presidente del comité municipal del Frente Juvenil Revolucionario en Tlaquepaque, y de 1994 a 1995 participó en las campañas electorales de Eugenio Ruiz Orozco, primero a senador y luego a gobernador de Jalisco en las elecciones de 1995. De 2004 a 2006 fue secretario general y luego presidente del comité municipal del PRI en Tlaquepaque.
En las elecciones de 2009 fue candidato del PRI a diputado por el Distrito 16 local, resultando triunfador, y representó a dicho distrito en la LIX Legislatura del Congreso del Estado de Jalisco de 2010 a 2012. En ella fue presidente de la comisión de Justicia; vocal de las comisiones de Proceso Legislativo; de Desarrollo Urbano; de Puntos Constitucionales, Estudios Legislativos y Reglamentos; de Asuntos Electorales; de Fomento Artesanal; de Seguridad Pública y Protección Civil; y, de Gobernación y Planeación Institucional.
En las elecciones federales de 2012 es postulado candidato de la coalición Compromiso por México a diputado federal por el Distrito 16 de Jalisco, logrando la victoria al recibir 60 388 votos, frente a 47 083 del candidato del Partido Acción Nacional. Representó a dicho distrito en la LXII Legislatura que tendría término en 2015 y en la que fue secretario de la comisión de Cultura y Cinematografía; e integrante de las comisiones de Justicia; y, de Régimen, Reglamentos y Prácticas Parlamentarias.
Solicitó y recibió licencia entre el 19 de diciembre de 2014 y el 23 de febrero de 2015 para participar en el proceso interno del PRI para ser candidato a presidente municipal de Tlaquepaque, candidatura que obtuvo, pero en las elecciones de ese año no logró la victoria que correspondió a la candidata de Movimiento Ciudadano María Elena Limón García, aunque resultó elegido como regidor por representación proporcional, aunque no ocupó el cargo.
El 13 de mayo de 2025 perdió la vida asesinado mientras se encontraba en el interor de una cafetería en Zapopan, recibiendo hasta diez impactos de bala mientras se encontraba en una cita de trabajo.